# WWE Hardcore Championship
Il WWE Hardcore Championship è stato un titolo di wrestling di proprietà della World Wrestling Entertainment, creato il 2 novembre 1998 e ritirato il 26 agosto 2002.

## Storia
L'Hardcore Championship nacque nella puntata di Raw del 2 novembre 1998, quando Vince McMahon, il proprietario della World Wrestling Federation, lo consegnò a Mick Foley, in quel momento con la gimmick di Mankind. Sebbene il titolo avesse chiari intenti comici, esso non venne accettato da molti lottatori, ragion per cui perse gradualmente interesse fino al febbraio del 2000, quando Crash Holly introdusse la regola "24/7", ovvero che la cintura potesse essere conquistata in qualsiasi luogo ed in qualsiasi momento a patto che ci fosse un arbitro; ciò comportava il passaggio del titolo anche più volte all'interno della stessa serata, allungando di molto la lista di contendenti. Tuttavia, poco tempo dopo, questo fatto portò ad un graduale disinteresse da parte del pubblico per via dei continui cambi di titolo.
L'Hardcore Championship venne unificato con l'Intercontinental Championship nella puntata di Raw del 26 agosto 2002, quando Rob Van Dam (detentore del titolo intercontinentale) sconfisse Tommy Dreamer (detentore del titolo Hardcore) in un ladder match; il titolo venne di conseguenza ritirato.
Dopo il suo ritiro, la cintura è riapparsa in due diverse occasioni: nella puntata di Raw del 23 giugno 2003, quando Steve Austin la consegnò a Mick Foley come premio alla carriera, e nella puntata di Raw del 22 maggio 2006, quando lo stesso Foley ed Edge si proclamarono co-campioni in seguito al loro Hardcore match di WrestleMania 22. Dopo quest'ultima apparizione, la cintura non si è più vista in nessuno show di wrestling.

### Cintura
La cintura era di cuoio marrone e presentava vari pezzi di placca dorata spezzati del WWF Championship in versione "Wingled Eagle", tenuti insieme con lo scotch in vari punti. Su due grossi pezzi di scotch vi era scritto Hardcore Champion. Si dice che tale cintura fosse quella del WWF World Heavyweight Championship di Hulk Hogan "rubata" da Mr. Perfect e distrutta da lui stesso a martellate durante una puntata di Saturday Night's Main Event. Nel giugno del 2002, Bradshaw rinominò ufficiosamente il titolo "Texas Hardcore Championship", personalizzandolo con la bandiera del Texas e due corna di toro. Tale cintura ritornò al suo design originale quando Raven la riconquistò. Tommy Dreamer personalizzò la cintura sostituendola con una replica dell'European Championship e piazzandoci sopra una targa d'auto di New York. La ragione di questo fu perché la cintura originale era ormai totalmente danneggiata e usurata, e questa fu l'ultima personalizzazione della cintura, dato che essa venne ritirata con il ritiro del titolo stesso.

## Nomi
| Nome                      | Anno                             |
| ------------------------- | -------------------------------- |
| WWF Hardcore Championship | 2 novembre 1998 – 12 maggio 2002 |
| WWE Hardcore Championship | 13 maggio 2002 – 26 agosto 2002  |

## Albo d'oro
| #                             | Campione             | Regno | Data              | Giorni | Località                | Evento                                      | Note | Fonti |
| ----------------------------- | -------------------- | ----- | ----------------- | ------ | ----------------------- | ------------------------------------------- | --- | ----- |
| World Wrestling Federation    |                      |       |                   |        |                         |                                             | |       |
| 1                             | Mankind              | 1     | 2 novembre 1998   | 28     | Houston, TX             | Raw                                         | Mankind venne premiato con il titolo da Mr. McMahon. |       |
| 2                             | Big Boss Man         | 1     | 30 novembre 1998  | 15     | Baltimora, MD           | Raw                                         | In un Ladder match. |       |
| 3                             | Road Dogg            | 1     | 15 dicembre 1998  | 61     | Spokane, WA             | Raw                                         | In onda il 21 dicembre 1998. |       |
| —                             | Vacante              | —     | 14 febbraio 1999  | —      | Memphis, TN             | St. Valentine's Day Massacre: In Your House | Reso vacante a causa di un infortunio di Dogg subito nel backstage. |       |
| 4                             | Bob Holly            | 1     | 14 febbraio 1999  | 29     | Memphis, TN             | St. Valentine's Day Massacre: In Your House | Holly sconfisse Al Snow in un match per la riassegnazione del titolo. |       |
| 5                             | Billy Gunn           | 1     | 15 marzo 1999     | 13     | San Jose, CA            | Raw                                         | |       |
| 6                             | Hardcore Holly       | 2     | 28 marzo 1999     | 28     | Filadelfia, PA          | WrestleMania XV                             | In un Triple Threat match che comprendeva anche Al Snow. |       |
| 7                             | Al Snow              | 1     | 25 aprile 1999    | 91     | Providence, RI          | Backlash: In Your House                     | |       |
| 8                             | Big Boss Man         | 2     | 25 luglio 1999    | 28     | Buffalo, NY             | Fully Loaded                                | |       |
| 9                             | Al Snow              | 2     | 22 agosto 1999    | 2      | Minneapolis, MN         | SummerSlam                                  | |       |
| 10                            | Big Boss Man         | 3     | 24 agosto 1999    | 14     | Kansas City, MO         | SmackDown!                                  | In onda il 26 agosto 1999. |       |
| 11                            | The British Bulldog  | 1     | 7 settembre 1999  | <1     | Albany, NY              | SmackDown!                                  | In onda il 9 settembre 1999. |       |
| 12                            | Al Snow              | 3     | 7 settembre 1999  | 35     | Albany, NY              | SmackDown!                                  | Bulldog cedette il titolo ad Al Snow. In onda il 9 settembre 1999. |       |
| 13                            | Big Boss Man         | 4     | 12 ottobre 1999   | 97     | Birmingham, AL          | SmackDown!                                  | In un Triple Threat match che comprendeva anche Big Show. In onda il 14 ottobre 1999. |       |
| 14                            | Test                 | 1     | 17 gennaio 2000   | 36     | New Haven, CT           | Raw                                         | |       |
| 15                            | Crash Holly          | 1     | 22 febbraio 2000  | 20     | Nashville, TN           | SmackDown!                                  | In onda il 24 febbraio 2000. Durante questo regno, venne introdotta la regola del 24/7, che prevedeva che il titolo potesse essere vinto in qualsiasi momento e luogo purché ci fosse un arbitro. |       |
| 16                            | Pete Gas             | 1     | 13 marzo 2000     | <1     | Newark, NJ              | Raw                                         | Gas schienò Holly all'aeroporto di Newark. |       |
| 17                            | Crash Holly          | 2     | 13 marzo 2000     | 20     | Newark, NJ              | Raw                                         | Holly schienò Gas all'aeroporto di Newark. |       |
| 18                            | Tazz                 | 1     | 2 aprile 2000     | <1     | Anaheim, CA             | WrestleMania 2000                           | In una 13-man Hardcore Battle Royal. |       |
| 19                            | Viscera              | 1     | 2 aprile 2000     | <1     | Anaheim, CA             | WrestleMania 2000                           | |       |
| 20                            | Funaki               | 1     | 2 aprile 2000     | <1     | Anaheim, CA             | WrestleMania 2000                           | |       |
| 21                            | Rodney               | 1     | 2 aprile 2000     | <1     | Anaheim, CA             | WrestleMania 2000                           | |       |
| 22                            | Joey Abs             | 1     | 2 aprile 2000     | <1     | Anaheim, CA             | WrestleMania 2000                           | |       |
| 23                            | Thrasher             | 1     | 2 aprile 2000     | <1     | Anaheim, CA             | WrestleMania 2000                           | |       |
| 24                            | Pete Gas             | 2     | 2 aprile 2000     | <1     | Anaheim, CA             | WrestleMania 2000                           | |       |
| 25                            | Tazz                 | 2     | 2 aprile 2000     | <1     | Anaheim, CA             | WrestleMania 2000                           | |       |
| 26                            | Crash Holly          | 3     | 2 aprile 2000     | <1     | Anaheim, CA             | WrestleMania 2000                           | |       |
| 27                            | Hardcore Holly       | 3     | 2 aprile 2000     | 1      | Anaheim, CA             | WrestleMania 2000                           | |       |
| 28                            | Crash Holly          | 4     | 3 aprile 2000     | 8      | Los Angeles, CA         | Raw                                         | |       |
| 29                            | Perry Saturn         | 1     | 11 aprile 2000    | <1     | Tampa, FL               | SmackDown!                                  | In onda il 13 aprile 2000. |       |
| 30                            | Tazz                 | 3     | 11 aprile 2000    | <1     | Tampa, FL               | SmackDown!                                  | In onda il 13 aprile 2000. |       |
| 31                            | Crash Holly          | 5     | 11 aprile 2000    | 13     | Tampa, FL               | SmackDown!                                  | In onda il 13 aprile 2000. |       |
| 32                            | Matt Hardy           | 1     | 24 aprile 2000    | 1      | Raleigh, NC             | Raw                                         | |       |
| 33                            | Crash Holly          | 6     | 25 aprile 2000    | 11     | Charlotte, NC           | SmackDown!                                  | Holly schienò Matt mentre questi stava difendendo il titolo contro Jeff Hardy. In onda il 27 aprile 2000.                                                                                         |       |
| 34                            | The British Bulldog  | 2     | 6 maggio 2000     | 3      | Londra, Inghilterra     | Insurrextion                                | |       |
| 35                            | Crash Holly          | 7     | 9 maggio 2000     | 6      | New Haven, CT           | SmackDown!                                  | Holly schienò Bulldog mentre questi stava difendendo il titolo contro Hardcore Holly. In onda l'11 maggio 2000.                                                                                   |       |
| 36                            | Godfather's Ho       | 1     | 15 maggio 2000    | <1     | Cleveland, OH           | Raw                                         | La Ho schienò Holly mentre questi stava difendendo il titolo contro The Godfather. |       |
| 37                            | Crash Holly          | 8     | 15 maggio 2000    | 1      | Cleveland, OH           | Raw                                         | Holly schienò la Ho nel backstage. |       |
| 38                            | Gerald Brisco        | 1     | 16 maggio 2000    | 27     | Detroit, MI             | SmackDown!                                  | Brisco schienò Holly nel backstage. In onda il 18 maggio 2000. |       |
| 39                            | Crash Holly          | 9     | 12 giugno 2000    | 7      | St. Louis, MO           | Raw                                         | |       |
| 40                            | Gerald Brisco        | 2     | 19 giugno 2000    | <1     | Nashville, TN           | Raw                                         | |       |
| 41                            | Pat Patterson        | 1     | 19 giugno 2000    | 6      | Nashville, TN           | Raw                                         | Patterson schienò Brisco nel backstage. |       |
| 42                            | Crash Holly          | 10    | 25 giugno 2000    | 2      | Boston, MA              | King of the Ring                            | Holly schienò Patterson durante un Hardcore Evening Gown match titolato di quest'ultimo contro Gerald Brisco.                                                                                     |       |
| 43                            | Steve Blackman       | 1     | 27 giugno 2000    | 5      | Hartford, CT            | SmackDown!                                  | Blackman schienò Holly durante un match titolato di quest'ultimo contro Al Snow. In onda il 29 giugno 2000.                                                                                       |       |
| 44                            | Crash Holly          | 11    | 2 luglio 2000     | <1     | Tampa, FL               | House show                                  | |       |
| 45                            | Steve Blackman       | 2     | 2 luglio 2000     | 50     | Tampa, FL               | House show                                  | |       |
| 46                            | Shane McMahon        | 1     | 21 agosto 2000    | 6      | LaFayette, LA           | Raw                                         | McMahon schienò Blackman durante un match titolato contro Test. Il WWF Commissioner Mick Foley annullò la regola del 24/7 durante il regno di McMahon.                                            |       |
| 47                            | Steve Blackman       | 3     | 27 agosto 2000    | 28     | Raleigh, NC             | SummerSlam                                  | |       |
| 48                            | Crash Holly          | 12    | 24 settembre 2000 | <1     | Filadelfia, PA          | Unforgiven                                  | In una 6-man Battle Royal. |       |
| 49                            | Perry Saturn         | 2     | 24 settembre 2000 | <1     | Filadelfia, PA          | Unforgiven                                  | |       |
| 50                            | Steve Blackman       | 4     | 24 settembre 2000 | 89     | Filadelfia, PA          | Unforgiven                                  | |       |
| 51                            | Raven                | 1     | 22 dicembre 2000  | 31     | Chattanooga, TN         | Raw                                         | In un Triple Threat match che comprendeva anche Hardcore Holly. |       |
| 52                            | Al Snow              | 4     | 22 gennaio 2001   | <1     | LaFayette, LA           | Raw                                         | |       |
| 53                            | Raven                | 2     | 22 gennaio 2001   | 12     | LaFayette, LA           | Raw                                         | |       |
| 54                            | K-Kwik               | 1     | 3 febbraio 2001   | <1     | Greensboro, NC          | House show                                  | |       |
| 55                            | Crash Holly          | 13    | 3 febbraio 2001   | <1     | Greensboro, NC          | House show                                  | |       |
| 56                            | Raven                | 3     | 3 febbraio 2001   | 1      | Greensboro, NC          | House show                                  | |       |
| 57                            | K-Kwik               | 2     | 4 febbraio 2001   | <1     | Columbia, SC            | House show                                  | |       |
| 58                            | Crash Holly          | 14    | 4 febbraio 2001   | <1     | Columbia, SC            | House show                                  | |       |
| 59                            | Raven                | 4     | 4 febbraio 2001   | 2      | Columbia, SC            | House show                                  | |       |
| 60                            | Hardcore Holly       | 4     | 6 febbraio 2001   | <1     | North Charleston, SC    | SmackDown!                                  | In onda l'8 febbraio 2001. |       |
| 61                            | Raven                | 5     | 6 febbraio 2001   | 4      | North Charleston, SC    | SmackDown!                                  | In onda l'8 febbraio 2001. |       |
| 62                            | Hardcore Holly       | 5     | 10 febbraio 2001  | <1     | Saint Paul, MN          | House show                                  | |       |
| 63                            | Raven                | 6     | 10 febbraio 2001  | 1      | Saint Paul, MN          | House show                                  | |       |
| 64                            | Hardcore Holly       | 6     | 11 febbraio 2001  | <1     | Boston, MS              | House show                                  | |       |
| 65                            | Al Snow              | 5     | 11 febbraio 2001  | <1     | Boston, MS              | House show                                  | |       |
| 66                            | Raven                | 7     | 11 febbraio 2001  | 6      | Boston, MS              | House show                                  | |       |
| 67                            | Steve Blackman       | 5     | 17 febbraio 2001  | <1     | Cedar Falls, IA         | House show                                  | |       |
| 68                            | Raven                | 8     | 17 febbraio 2001  | 1      | Cedar Falls, IA         | House show                                  | |       |
| 69                            | Steve Blackman       | 6     | 18 febbraio 2001  | <1     | Cape Girardeau, MO      | House show                                  | |       |
| 70                            | Raven                | 9     | 18 febbraio 2001  | 7      | Cape Girardeau, MO      | House show                                  | |       |
| 71                            | Billy Gunn           | 2     | 25 febbraio 2001  | <1     | Las Vegas, ND           | No Way Out                                  | Gunn schienò Raven mentre questi stava difendendo il titolo contro Big Show. |       |
| 72                            | Raven                | 10    | 25 febbraio 2001  | <1     | Las Vegas, ND           | No Way Out                                  | |       |
| 73                            | Big Show             | 1     | 25 febbraio 2001  | 22     | Las Vegas, ND           | No Way Out                                  | |       |
| 74                            | Raven                | 11    | 19 marzo 2001     | 13     | Albany, NY              | Raw                                         | Raven schienò Big Show nel backstage. |       |
| 75                            | Kane                 | 1     | 1º aprile 2001    | 16     | Houston, TX             | WrestleMania X-Seven                        | In un Triple Threat Hardcore match che comprendeva anche Big Show. |       |
| 76                            | Rhyno                | 1     | 17 aprile 2001    | 34     | Nashville, TN           | SmackDown!                                  | In onda il 19 aprile 2001. |       |
| 77                            | Big Show             | 2     | 21 maggio 2001    | 7      | San Jose, CA            | Raw                                         | |       |
| 78                            | Chris Jericho        | 1     | 28 maggio 2001    | <1     | Calgary, Canada         | Raw                                         | |       |
| 79                            | Rhyno                | 2     | 28 maggio 2001    | 15     | Calgary, Canada         | Raw                                         | |       |
| 80                            | Test                 | 2     | 12 giugno 2001    | 13     | Baltimora, MD           | Raw                                         | In onda il 16 giugno 2001. |       |
| 81                            | Rhyno                | 3     | 25 giugno 2001    | <1     | New York, NY            | Raw                                         | |       |
| 82                            | Mike Awesome         | 1     | 25 giugno 2001    | 15     | New York, NY            | Raw                                         | Awesome schienò Rhyno nel backstage. |       |
| 83                            | Jeff Hardy           | 1     | 10 luglio 2001    | 12     | Birmingham, AB          | SmackDown!                                  | |       |
| 84                            | Rob Van Dam          | 1     | 22 luglio 2001    | 22     | Cleveland, OH           | Invasion                                    | |       |
| 85                            | Jeff Hardy           | 2     | 13 agosto 2001    | 6      | Chicago, IL             | Raw                                         | Hardy schienò Van Dam durante un match titolato contro Kurt Angle. |       |
| 86                            | Rob Van Dam          | 2     | 19 agosto 2001    | 22     | San Jose, CA            | SummerSlam                                  | In un Ladder match. |       |
| 87                            | Kurt Angle           | 1     | 10 settembre 2001 | <1     | San Antonio, TX         | Raw                                         | |       |
| 88                            | Rob Van Dam          | 3     | 10 settembre 2001 | 90     | San Antonio, TX         | Raw                                         | |       |
| 89                            | The Undertaker       | 1     | 9 dicembre 2001   | 58     | San Diego, CA           | Vengeance                                   | |       |
| 90                            | Maven                | 1     | 5 febbraio 2002   | 21     | Los Angeles, CA         | SmackDown!                                  | In onda il 7 febbraio 2002. |       |
| 91                            | Goldust              | 1     | 26 febbraio 2002  | 13     | Boston, MA              | SmackDown!                                  | In onda il 28 febbraio 2002. |       |
| 92                            | Al Snow              | 6     | 11 marzo 2002     | 1      | Detroit, MI             | Raw                                         | |       |
| 93                            | Maven                | 2     | 12 marzo 2002     | 5      | Cleveland, OH           | SmackDown!                                  | In onda il 14 marzo 2002. |       |
| 94                            | Spike Dudley         | 1     | 17 marzo 2002     | <1     | Toronto, Canada         | WrestleMania X8                             | Spike schienò Maven durante un match titolato contro Goldust. |       |
| 95                            | The Hurricane        | 1     | 17 marzo 2002     | <1     | Toronto, Canada         | WrestleMania X8                             | The Hurricane schienò Spike Dudley nel backstage. |       |
| 96                            | Mighty Molly         | 1     | 17 marzo 2002     | <1     | Toronto, Canada         | WrestleMania X8                             | Molly schienò The Hurricane nel backstage. |       |
| 97                            | Christian            | 1     | 17 marzo 2002     | <1     | Toronto, Canada         | WrestleMania X8                             | Christian schienò Molly nel backstage. |       |
| 98                            | Maven                | 3     | 17 marzo 2002     | 9      | Toronto, Canada         | WrestleMania X8                             | Maven schienò Christian nel backstage. Il 25 marzo 2002 il titolo divenne un'esclusiva di SmackDown!.                                                                                             |       |
| 99                            | Raven                | 12    | 26 marzo 2002     | 6      | Filadelfia, PA          | SmackDown!                                  | Il titolo divenne un'esclusiva di Raw. In onda il 28 marzo 2002. |       |
| 100                           | Bubba Ray Dudley     | 1     | 1º aprile 2002    | 6      | Albany, NY              | Raw                                         | |       |
| 101                           | William Regal        | 1     | 6 aprile 2002     | <1     | Salt Lake City, UT      | Live event                                  | |       |
| 102                           | Goldust              | 2     | 6 aprile 2002     | <1     | Salt Lake City, UT      | Live event                                  | |       |
| 103                           | Raven                | 13    | 6 aprile 2002     | <1     | Salt Lake City, UT      | Live event                                  | |       |
| 104                           | Bubba Ray Dudley     | 2     | 6 aprile 2002     | <1     | Salt Lake City, UT      | Live event                                  | |       |
| 105                           | William Regal        | 2     | 6 aprile 2002     | <1     | Salt Lake City, UT      | Live event                                  | |       |
| 106                           | Goldust              | 3     | 6 aprile 2002     | <1     | Salt Lake City, UT      | Live event                                  | |       |
| 107                           | Raven                | 14    | 6 aprile 2002     | <1     | Salt Lake City, UT      | Live event                                  | |       |
| 108                           | Bubba Ray Dudley     | 3     | 6 aprile 2002     | 6      | Salt Lake City, UT      | Live event                                  | |       |
| 109                           | William Regal        | 3     | 12 aprile 2002    | <1     | Amarillo, TX            | House show                                  | |       |
| 110                           | Spike Dudley         | 2     | 12 aprile 2002    | <1     | Amarillo, TX            | House show                                  | |       |
| 111                           | Goldust              | 4     | 12 aprile 2002    | <1     | Amarillo, TX            | House show                                  | |       |
| 112                           | Bubba Ray Dudley     | 4     | 12 aprile 2002    | 1      | Amarillo, TX            | House show                                  | |       |
| 113                           | William Regal        | 4     | 13 aprile 2002    | <1     | Odessa, TX              | House show                                  | |       |
| 114                           | Spike Dudley         | 3     | 13 aprile 2002    | <1     | Odessa, TX              | House show                                  | |       |
| 115                           | Goldust              | 5     | 13 aprile 2002    | <1     | Odessa, TX              | House show                                  | |       |
| 116                           | Bubba Ray Dudley     | 5     | 13 aprile 2002    | <1     | Odessa, TX              | House show                                  | |       |
| 117                           | William Regal        | 5     | 14 aprile 2002    | <1     | Abilene, TX             | House show                                  | |       |
| 118                           | Spike Dudley         | 4     | 14 aprile 2002    | <1     | Abilene, TX             | House show                                  | |       |
| 119                           | Goldust              | 6     | 14 aprile 2002    | <1     | Abilene, TX             | House show                                  | |       |
| 120                           | Bubba Ray Dudley     | 6     | 14 aprile 2002    | 1      | Abilene, TX             | House show                                  | |       |
| 121                           | Raven                | 15    | 15 aprile 2002    | <1     | College Station, TX     | Raw                                         | |       |
| 122                           | Tommy Dreamer        | 1     | 15 aprile 2002    | <1     | College Station, TX     | Raw                                         | |       |
| 123                           | Steven Richards      | 1     | 15 aprile 2002    | <1     | College Station, TX     | Raw                                         | |       |
| 124                           | Bubba Ray Dudley     | 7     | 15 aprile 2002    | 4      | College Station, TX     | Raw                                         | |       |
| 125                           | Goldust              | 7     | 19 aprile 2002    | <1     | Uniondale, NY           | House show                                  | |       |
| 126                           | Raven                | 16    | 19 aprile 2002    | <1     | Uniondale, NY           | House show                                  | |       |
| 127                           | Bubba Ray Dudley     | 8     | 19 aprile 2002    | 1      | Uniondale, NY           | House show                                  | |       |
| 128                           | Goldust              | 8     | 20 aprile 2002    | <1     | Des Moines, IA          | House show                                  | |       |
| 129                           | Raven                | 17    | 20 aprile 2002    | <1     | Des Moines, IA          | House show                                  | |       |
| 130                           | Bubba Ray Dudley     | 9     | 20 aprile 2002    | 9      | Des Moines, IA          | House show                                  | |       |
| 131                           | Steven Richards      | 2     | 29 aprile 2002    | 2      | Buffalo, NY             | Raw                                         | Richards schienò Bubba Ray durante un match titolato contro Jazz. |       |
| 132                           | Tommy Dreamer        | 2     | 1º maggio 2002    | <1     | Colonia, Germania       | House show                                  | |       |
| 133                           | Goldust              | 9     | 1º maggio 2002    | <1     | Colonia, Germania       | House show                                  | |       |
| 134                           | Steven Richards      | 3     | 1º maggio 2002    | 1      | Colonia, Germania       | House show                                  | |       |
| 135                           | Shawn Stasiak        | 1     | 2 maggio 2002     | <1     | Glasgow, Scozia         | House show                                  | |       |
| 136                           | Justin Credible      | 1     | 2 maggio 2002     | <1     | Glasgow, Scozia         | House show                                  | |       |
| 137                           | Crash Holly          | 15    | 2 maggio 2002     | <1     | Glasgow, Scozia         | House show                                  | |       |
| 138                           | Steven Richards      | 4     | 2 maggio 2002     | <1     | Glasgow, Scozia         | House show                                  | |       |
| 139                           | Shawn Stasiak        | 2     | 2 maggio 2002     | <1     | Glasgow, Scozia         | House show                                  | |       |
| 140                           | Steven Richards      | 5     | 2 maggio 2002     | 1      | Glasgow, Scozia         | House show                                  | |       |
| 141                           | Crash Holly          | 16    | 3 maggio 2002     | <1     | Birmingham, Inghilterra | House show                                  | |       |
| 142                           | Steven Richards      | 6     | 3 maggio 2002     | 1      | Birmingham, Inghilterra | House show                                  | |       |
| 143                           | Booker T             | 1     | 4 maggio 2002     | <1     | Londra, Inghilterra     | Insurrextion                                | |       |
| 144                           | Crash Holly          | 17    | 4 maggio 2002     | <1     | Londra, Inghilterra     | Insurrextion                                | |       |
| 145                           | Booker T             | 2     | 4 maggio 2002     | <1     | Londra, Inghilterra     | Insurrextion                                | |       |
| 146                           | Steven Richards      | 7     | 4 maggio 2002     | 2      | Londra, Inghilterra     | Insurrextion                                | Il 5 maggio 2002 il titolo venne rinominato WWE Hardcore Championship. |       |
| World Wrestling Entertainment |                      |       |                   |        |                         |                                             | |       |
| 147                           | Bubba Ray Dudley     | 10    | 6 maggio 2002     | <1     | Hartford, CT            | Raw                                         | |       |
| 148                           | Raven                | 18    | 6 maggio 2002     | <1     | Hartford, CT            | Raw                                         | |       |
| 149                           | Justin Credible      | 2     | 6 maggio 2002     | <1     | Hartford, CT            | Raw                                         | |       |
| 150                           | Crash Holly          | 18    | 6 maggio 2002     | <1     | Hartford, CT            | Raw                                         | |       |
| 151                           | Trish Stratus        | 1     | 6 maggio 2002     | <1     | Hartford, CT            | Raw                                         | |       |
| 152                           | Steven Richards      | 8     | 6 maggio 2002     | 19     | Hartford, CT            | Raw                                         | |       |
| 153                           | Tommy Dreamer        | 3     | 25 maggio 2002    | <1     | Winnipeg, Canada        | House show                                  | |       |
| 154                           | Raven                | 19    | 25 maggio 2002    | <1     | Winnipeg, Canada        | House show                                  | |       |
| 155                           | Steven Richards      | 9     | 25 maggio 2002    | 1      | Winnipeg, Canada        | House show                                  | |       |
| 156                           | Tommy Dreamer        | 4     | 26 maggio 2002    | <1     | Red Deer, Canada        | House show                                  | |       |
| 157                           | Raven                | 20    | 26 maggio 2002    | <1     | Red Deer, Canada        | House show                                  | |       |
| 158                           | Steven Richards      | 10    | 26 maggio 2002    | 1      | Red Deer, Canada        | House show                                  | |       |
| 159                           | Terri                | 1     | 27 maggio 2002    | <1     | Edmonton, Canada        | Raw                                         | Terri schienò Richards durante un'intervista. |       |
| 160                           | Steven Richards      | 11    | 27 maggio 2002    | 6      | Edmonton, Canada        | Raw                                         | Richards schienò immediatamente Terri per riottenere il titolo. |       |
| 161                           | Tommy Dreamer        | 5     | 2 giugno 2002     | <1     | New Orleans, LA         | House show                                  | |       |
| 162                           | Raven                | 21    | 2 giugno 2002     | <1     | New Orleans, LA         | House show                                  | |       |
| 163                           | Steven Richards      | 12    | 2 giugno 2002     | 1      | New Orleans, LA         | House show                                  | |       |
| 164                           | Bradshaw             | 1     | 3 giugno 2002     | 19     | Dallas, TX              | Raw                                         | |       |
| 165                           | Raven                | 22    | 22 giugno 2002    | <1     | Cincinnati, OH          | House show                                  | |       |
| 166                           | Spike Dudley         | 5     | 22 giugno 2002    | <1     | Cincinnati, OH          | House show                                  | |       |
| 167                           | Shawn Stasiak        | 3     | 22 giugno 2002    | <1     | Cincinnati, OH          | House show                                  | |       |
| 168                           | Bradshaw             | 2     | 22 giugno 2002    | 6      | Cincinnati, OH          | House show                                  | |       |
| 169                           | Shawn Stasiak        | 4     | 28 giugno 2002    | <1     | Washington, D.C.        | House show                                  | |       |
| 170                           | Spike Dudley         | 6     | 28 giugno 2002    | <1     | Washington, D.C.        | House show                                  | |       |
| 171                           | Steven Richards      | 13    | 28 giugno 2002    | <1     | Washington, D.C.        | House show                                  | |       |
| 172                           | Bradshaw             | 3     | 28 giugno 2002    | 1      | Washington, D.C.        | House show                                  | |       |
| 173                           | Shawn Stasiak        | 5     | 29 giugno 2002    | <1     | New York, NY            | House show                                  | |       |
| 174                           | Spike Dudley         | 7     | 29 giugno 2002    | <1     | New York, NY            | House show                                  | |       |
| 175                           | Steven Richards      | 14    | 29 giugno 2002    | <1     | New York, NY            | House show                                  | |       |
| 176                           | Bradshaw             | 4     | 29 giugno 2002    | 1      | New York, NY            | House show                                  | |       |
| 177                           | Raven                | 23    | 30 giugno 2002    | <1     | Uncasville, CT          | House show                                  | |       |
| 178                           | Crash Holly          | 19    | 30 giugno 2002    | <1     | Uncasville, CT          | House show                                  | |       |
| 179                           | Steven Richards      | 15    | 30 giugno 2002    | <1     | Uncasville, CT          | House show                                  | |       |
| 180                           | Bradshaw             | 5     | 30 giugno 2002    | 6      | Uncasville, CT          | House show                                  | |       |
| 181                           | Steven Richards      | 16    | 6 luglio 2002     | <1     | Frederick, MD           | House show                                  | |       |
| 182                           | Crash Holly          | 20    | 6 luglio 2002     | <1     | Frederick, MD           | House show                                  | |       |
| 183                           | Christopher Nowinski | 1     | 6 luglio 2002     | <1     | Frederick, MD           | House show                                  | |       |
| 184                           | Bradshaw             | 6     | 6 luglio 2002     | 1      | Frederick, MD           | House show                                  | |       |
| 185                           | Steven Richards      | 17    | 7 luglio 2002     | <1     | Wirlwood, NJ            | House show                                  | |       |
| 186                           | Crash Holly          | 21    | 7 luglio 2002     | <1     | Wirlwood, NJ            | House show                                  | |       |
| 187                           | Christopher Nowinski | 2     | 7 luglio 2002     | <1     | Wirlwood, NJ            | House show                                  | |       |
| 188                           | Bradshaw             | 7     | 7 luglio 2002     | 5      | Wirlwood, NJ            | House show                                  | |       |
| 189                           | Justin Credible      | 3     | 12 luglio 2002    | <1     | Lakeland, FL            | House show                                  | |       |
| 190                           | Spike Dudley         | 8     | 12 luglio 2002    | <1     | Lakeland, FL            | House show                                  | |       |
| 191                           | Big Show             | 3     | 12 luglio 2002    | <1     | Lakeland, FL            | House show                                  | |       |
| 192                           | Bradshaw             | 8     | 12 luglio 2002    | 1      | Lakeland, FL            | House show                                  | |       |
| 193                           | Justin Credible      | 4     | 13 luglio 2002    | <1     | Daytona Beach, FL       | House show                                  | |       |
| 194                           | Shawn Stasiak        | 6     | 13 luglio 2002    | <1     | Daytona Beach, FL       | House show                                  | |       |
| 195                           | Bradshaw             | 9     | 13 luglio 2002    | 1      | Daytona Beach, FL       | House show                                  | |       |
| 196                           | Justin Credible      | 5     | 14 luglio 2002    | <1     | Bethlehem, PA           | House show                                  | |       |
| 197                           | Shawn Stasiak        | 7     | 14 luglio 2002    | <1     | Bethlehem, PA           | House show                                  | |       |
| 198                           | Bradshaw             | 10    | 14 luglio 2002    | 1      | Bethlehem, PA           | House show                                  | |       |
| 199                           | Johnny Stamboli      | 1     | 15 luglio 2002    | <1     | East Rutherford, NJ     | Raw                                         | Stamboli schienò Bradshaw mentre questi stava difendendo il titolo contro Christopher Nowinski.                                                                                                   |       |
| 200                           | Bradshaw             | 11    | 15 luglio 2002    | 7      | East Rutherford, NJ     | Raw                                         | Bradshaw schienò immediatamente Stamboli. |       |
| 201                           | Johnny Stamboli      | 2     | 22 luglio 2002    | <1     | Grand Rapids, MI        | Raw                                         | |       |
| 202                           | Bradshaw             | 12    | 22 luglio 2002    | 4      | Grand Rapids, MI        | Raw                                         | |       |
| 203                           | Raven                | 24    | 26 luglio 2002    | <1     | Houston, TX             | House show                                  | |       |
| 204                           | Justin Credible      | 6     | 26 luglio 2002    | <1     | Houston, TX             | House show                                  | |       |
| 205                           | Shawn Stasiak        | 8     | 26 luglio 2002    | <1     | Houston, TX             | House show                                  | |       |
| 206                           | Bradshaw             | 13    | 26 luglio 2002    | 1      | Houston, TX             | House show                                  | |       |
| 207                           | Raven                | 25    | 27 luglio 2002    | <1     | San Antonio, TX         | House show                                  | |       |
| 208                           | Justin Credible      | 7     | 27 luglio 2002    | <1     | San Antonio, TX         | House show                                  | |       |
| 209                           | Shawn Stasiak        | 9     | 27 luglio 2002    | <1     | San Antonio, TX         | House show                                  | |       |
| 210                           | Bradshaw             | 14    | 27 luglio 2002    | 1      | San Antonio, TX         | House show                                  | |       |
| 211                           | Raven                | 26    | 28 luglio 2002    | <1     | Columbia, SC            | House show                                  | |       |
| 212                           | Justin Credible      | 8     | 28 luglio 2002    | <1     | Columbia, SC            | House show                                  | |       |
| 213                           | Shawn Stasiak        | 10    | 28 luglio 2002    | <1     | Columbia, SC            | House show                                  | |       |
| 214                           | Bradshaw             | 15    | 28 luglio 2002    | 1      | Columbia, SC            | House show                                  | |       |
| 215                           | Jeff Hardy           | 3     | 29 luglio 2002    | <1     | Greensboro, NC          | Raw                                         | |       |
| 216                           | Johnny Stamboli      | 3     | 29 luglio 2002    | <1     | Greensboro, NC          | Raw                                         | |       |
| 217                           | Tommy Dreamer        | 6     | 29 luglio 2002    | 5      | Greensboro, NC          | Raw                                         | |       |
| 218                           | Bradshaw             | 16    | 3 agosto 2002     | <1     | Miami, FL               | House show                                  | |       |
| 219                           | Tommy Dreamer        | 7     | 3 agosto 2002     | 1      | Miami, FL               | House show                                  | |       |
| 220                           | Bradshaw             | 17    | 4 agosto 2002     | <1     | Pittsburgh, PA          | House show                                  | |       |
| 221                           | Tommy Dreamer        | 8     | 4 agosto 2002     | 5      | Pittsburgh, PA          | House show                                  | |       |
| 222                           | Shawn Stasiak        | 11    | 9 agosto 2002     | <1     | Kelowna, Canada         | House show                                  | |       |
| 223                           | Steven Richards      | 18    | 9 agosto 2002     | <1     | Kelowna, Canada         | House show                                  | |       |
| 224                           | Tommy Dreamer        | 9     | 9 agosto 2002     | 1      | Kelowna, Canada         | House show                                  | |       |
| 225                           | Shawn Stasiak        | 12    | 10 agosto 2002    | <1     | Kamloops, Canada        | House show                                  | |       |
| 226                           | Steven Richards      | 19    | 10 agosto 2002    | <1     | Kamloops, Canada        | House show                                  | |       |
| 227                           | Tommy Dreamer        | 10    | 10 agosto 2002    | 1      | Kamloops, Canada        | House show                                  | |       |
| 228                           | Shawn Stasiak        | 13    | 11 agosto 2002    | <1     | Vancouver, Canada       | House show                                  | |       |
| 229                           | Steven Richards      | 20    | 11 agosto 2002    | <1     | Vancouver, Canada       | House show                                  | |       |
| 230                           | Tommy Dreamer        | 11    | 11 agosto 2002    | 6      | Vancouver, Canada       | House show                                  | |       |
| 231                           | Raven                | 27    | 17 agosto 2002    | <1     | Terre Haute, IN         | House show                                  | |       |
| 232                           | Shawn Stasiak        | 14    | 17 agosto 2002    | <1     | Terre Haute, IN         | House show                                  | |       |
| 233                           | Tommy Dreamer        | 12    | 17 agosto 2002    | 1      | Terre Haute, IN         | House show                                  | |       |
| 234                           | Shawn Stasiak        | 15    | 18 agosto 2002    | <1     | Evansville, IN          | House show                                  | |       |
| 235                           | Steven Richards      | 21    | 18 agosto 2002    | <1     | Evansville, IN          | House show                                  | |       |
| 236                           | Tommy Dreamer        | 13    | 18 agosto 2002    | 1      | Evansville, IN          | House show                                  | |       |
| 237                           | Bradshaw             | 18    | 19 agosto 2002    | <1     | Norfolk, VA             | Raw                                         | In un Hardcore Battle Royal. |       |
| 238                           | Crash Holly          | 22    | 19 agosto 2002    | <1     | Norfolk, VA             | Raw                                         | |       |
| 239                           | Tommy Dreamer        | 14    | 19 agosto 2002    | 7      | Norfolk, VA             | Raw                                         | Durante questo regno, la regola 24/7 venne ufficialmente disattivata. |       |
| 240                           | Rob Van Dam          | 4     | 26 agosto 2002    | <1     | New York, NY            | Raw                                         | In un Ladder match in cui era in palio anche l'Intercontinental Championship di Van Dam. |       |
| —                             | Unificato            | —     | 26 agosto 2002    | —      | New York, NY            | Raw                                         | Unificato con l'Intercontinental Championship dopo la vittoria di Van Dam. |       |

### Altri regni
I due regni che seguono non sono in realtà tali e sono ancora oggi oggetto di disputa.
| # | Campione        | Regno   | Data           | Giorni | Località | Evento | Note |
| - | --------------- | ------- | -------------- | ------ | -------- | ------ | --- |
| 1 | Mick Foley      | (2)     | 23 giugno 2003 | —      | —        | —      | La WWE regalò la cintura a Foley per commemorare i suoi successi.                                                                   |
| 2 | Edge Mick Foley | (1) (3) | 22 maggio 2006 | —      | —        | —      | Il titolo venne riattivato da Foley, che si autoproclamò co-campione insieme ad Edge nel corso di un feud con gli atleti della ECW. |